# Лінь Вейґо
Лінь Вейґо (кит. трад. 林卫国; нар. 25 липня 1970) – китайський шахіст, міжнародний майстер від 1992 року.

## Шахова кар'єра
На чемпіонаті світу серед юніорів до 20 років 1988 року, який відбувся в Аделаїді, поділив 13-17-те місце. У 1990-х роках належав до когорти провідних китайських шахістів. Тричі (1991, 1992, 1997) ставав чемпіоном країни. Двічі був учасником шахових олімпіад (Маніла 1992, Москва 1994), а також представляв Китай на командному чемпіонаті світу (Люцерн 1993) і на командних чемпіонатах Азії (1993, 1995 – срібна медаль).
1992 року одноосібно переміг на турнірі за круговою системою в Шеньчжені, випередивши, зокрема, Еугеніо Торре, Сюй Цзюня, Андраша Адор'яна і Смбата Лпутяна. 1996 року поділив 1-ше місце (разом з Суатом Аталиком, Костянтином Ландою і Михайлом Улибіним) на турнірі за швейцарською системою Lee Cup у Пекіні.
Найвищий рейтинг Ело в кар'єрі мав станом на 1 січня 1993 року, досягнувши 2545 очок займав тоді 1-ше місце серед китайських шахістів.

## Зміни рейтингу
| На цьому місці має відображатися графік чи діаграма, однак з технічних причин його відображення наразі вимкнено. Будь ласка, не видаляйте код, який викликає це повідомлення. Розробники вже працюють для того, щоби відновити штатне функціонування цього графіка або діаграми. | |
| | На цьому місці має відображатися графік чи діаграма, однак з технічних причин його відображення наразі вимкнено. Будь ласка, не видаляйте код, який викликає це повідомлення. Розробники вже працюють для того, щоби відновити штатне функціонування цього графіка або діаграми. |